# Pherne sperryi
Pherne sperryi là một loài bướm đêm trong họ Geometridae.